# Liste der Biografien/Iw
Liste der Biografien |
Portal Biografien |
Personensuche
# |
A |
B |
C |
D |
E |
F |
G |
H |
I |
J |
K |
L |
M |
N |
O |
P |
Q |
R |
S |
T |
U |
V |
W |
X |
Y |
Z |
?
 
Ia |
Ib |
Ic |
Id |
Ie |
If |
Ig |
Ih |
Ii |
Ij |
Ik |
Il |
Im |
In |
Io |
Ip |
Iq |
Ir |
Is |
It |
Iu |
Iv |
Iw |
Ix |
Iy |
Iz
Die Liste der Biografien führt alle Personen auf, die in der deutschsprachigen Wikipedia einen Artikel haben. Dieses ist eine Teilliste mit 406 Einträgen von Personen, deren Namen mit den Buchstaben „Iw“ beginnt.

## Iw

### Iwa

#### Iwaa
- Iwaaki, Hitoshi (* 1960), japanischer Mangaka

#### Iwab
- Iwabuchi, Hiroto (* 1997), japanischer Fußballspieler
- Iwabuchi, Isao (1933–2003), japanischer Fußballspieler
- Iwabuchi, Kaori (* 1993), japanische Skispringerin
- Iwabuchi, Mana (* 1993), japanische Fußballspielerin
- Iwabuchi, Reira (* 2001), japanische Snowboarderin
- Iwabuchi, Ryōta (* 1990), japanischer Fußballspieler
- Iwabuchi, Sanji (1895–1945), japanischer VizeadmiralIwabuchi Sanji (1895–1945)

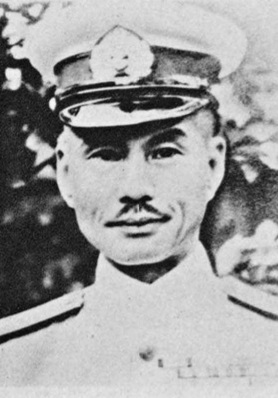
Iwabuchi Sanji (1895–1945)

- Iwabuchi, Satoshi (* 1975), japanischer Tennisspieler

#### Iwac
- Iwachnenko, Oleksij (1913–2007), sowjetischer und ukrainischer Mathematiker
- Iwachnenko, Walentina Jurjewna (* 1993), ukrainische und russische Tennisspielerin
- Iwachnow, Matwei Andrejewitsch (* 2003), russischer Fußballspieler

#### Iwad
- Iwadare, Noriyuki (* 1964), japanischer Komponist von Videospielen
- Iwadate, Yūya (* 1985), japanischer Fußballspieler

#### Iwah
- Iwahara, Yūji, japanischer Manga-Zeichner
- Iwahashi, Eien (1903–1999), japanischer Maler
- Iwahashi, Kunie (1934–2014), japanische Schriftstellerin
- Iwahashi, Satoshi (* 1995), japanischer Fußballspieler
- Iwahori, Nagayoshi (1926–2011), japanischer Mathematiker

#### Iwai
- Iwai, Akira (1922–1997), japanischer Gewerkschaftsfunktionär
- Iwai, Atsuhiro (* 1967), japanischer Fußballspieler
- Iwai, Naohiro (1923–2014), japanischer Komponist und Musikarrangeur
- Iwai, Shimako (* 1964), japanische Schriftstellerin, Kolumnistin, Schauspielerin und Produzentin von Erwachsenenfilmen
- Iwai, Shūya (* 2000), japanischer Fußballspieler
- Iwai, Takuro (* 2002), japanischer Fußballspieler

#### Iwaj
- Iwajlo († 1280), bulgarischer Zar

#### Iwak
- Iwakabe, Hiroya (* 1994), japanischer Fußballspieler
- Iwakami, Yūzō (* 1989), japanischer Fußballspieler
- Iwaki, Hiroyuki (1932–2006), japanischer Dirigent
- Iwaki, Mitsuhide (* 1949), japanischer Politiker
- Iwakiyama, Ryūta (* 1976), japanischer Sumōringer
- Iwakura, Kazuya (* 1985), japanischer Fußballspieler
- Iwakura, Tomomi (1825–1883), japanischer Staatsmann

#### Iwal
- Iwald, Leopold (1867–1938), österreichischer Theater- und Stummfilmschauspieler

#### Iwam
- Iwama, Yūdai (* 1986), japanischer Fußballspieler
- Iwamaru, Fumiya (* 1981), japanischer Fußballspieler
- Iwamasa, Daiki (* 1982), japanischer Fußballspieler und -trainer
- Iwamatsu Yoshio (1886–1958), japanischer Offizier, Generalleutnant der Kaiserlich-Japanischen Armee
- Iwamatsu, Makoto (1933–2006), japanisch-amerikanischer SchauspielerMakoto Iwamatsu (1933–2006)

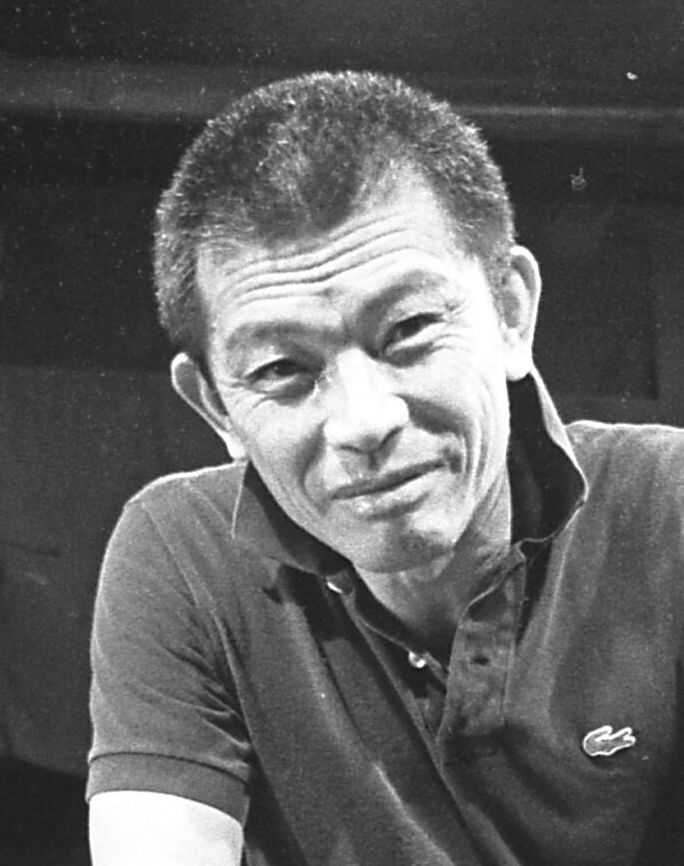
Makoto Iwamatsu (1933–2006)

- Iwami, Tasuku (* 1978), japanischer Tennisspieler
- Iwami, Tsuna (1923–2012), japanischer Komponist und Shakuhachispieler
- Iwamiya, Takeji (1920–1989), japanischer Fotograf
- Iwamoto, Aya (* 1973), japanische Übersetzerin mit Down-Syndrom
- Iwamoto, Hironari (* 1970), japanischer Fußballspieler
- Iwamoto, Kaoru (1902–1999), japanischer Go-Spieler
- Iwamoto, Kazuki (* 1997), japanischer Fußballspieler
- Iwamoto, Kazuma (* 1988), japanischer Eishockeyspieler
- Iwamoto, Luna (* 2001), japanischer Fußballspieler
- Iwamoto, Masayuki (* 1954), japanischer Amateurastronom
- Iwamoto, Ryūolivier (* 1996), japanischer Fußballspieler
- Iwamoto, Shō (* 2001), japanischer Fußballspieler
- Iwamoto, Teruo (* 1972), japanischer Fußballspieler
- Iwamoto, Tomio (* 1939), US-amerikanischer Ichthyologe
- Iwamoto, Yoshiharu (1863–1942), japanischer Journalist, Literaturkritiker und Erzieher
- Iwamoto, Yuki (* 1964), japanischer Schauspieler, Hörspiel- und Synchronsprecher
- Iwamura, Tsurane (* 1919), japanischer Mathematiker

#### Iwan
- Iwan, böhmischer Einsiedler
- Iwan Alexander († 1371), Zar der Bulgaren
- Iwan Assen († 1196), bulgarischer Herrscher (1190–1195)
- Iwan Assen II. († 1241), Sohn des bulgarischen Zaren Iwan Assen I.
- Iwan Assen III. († 1303), Zar von Bulgarien
- Iwan Gurjewitsch Rufanow (1884–1964), sowjetischer Chirurg
- Iwan I. (1288–1341), russischer Fürst von Moskau (1325–1341)
- Iwan II. (1326–1359), Fürst von Moskau und Großfürst von Wladimir
- Iwan III. (1440–1505), Fürstsouverän von ganz Russland
- Iwan IV. (1530–1584), erster gekrönter russischer ZarIwan IV. (1530–1584)

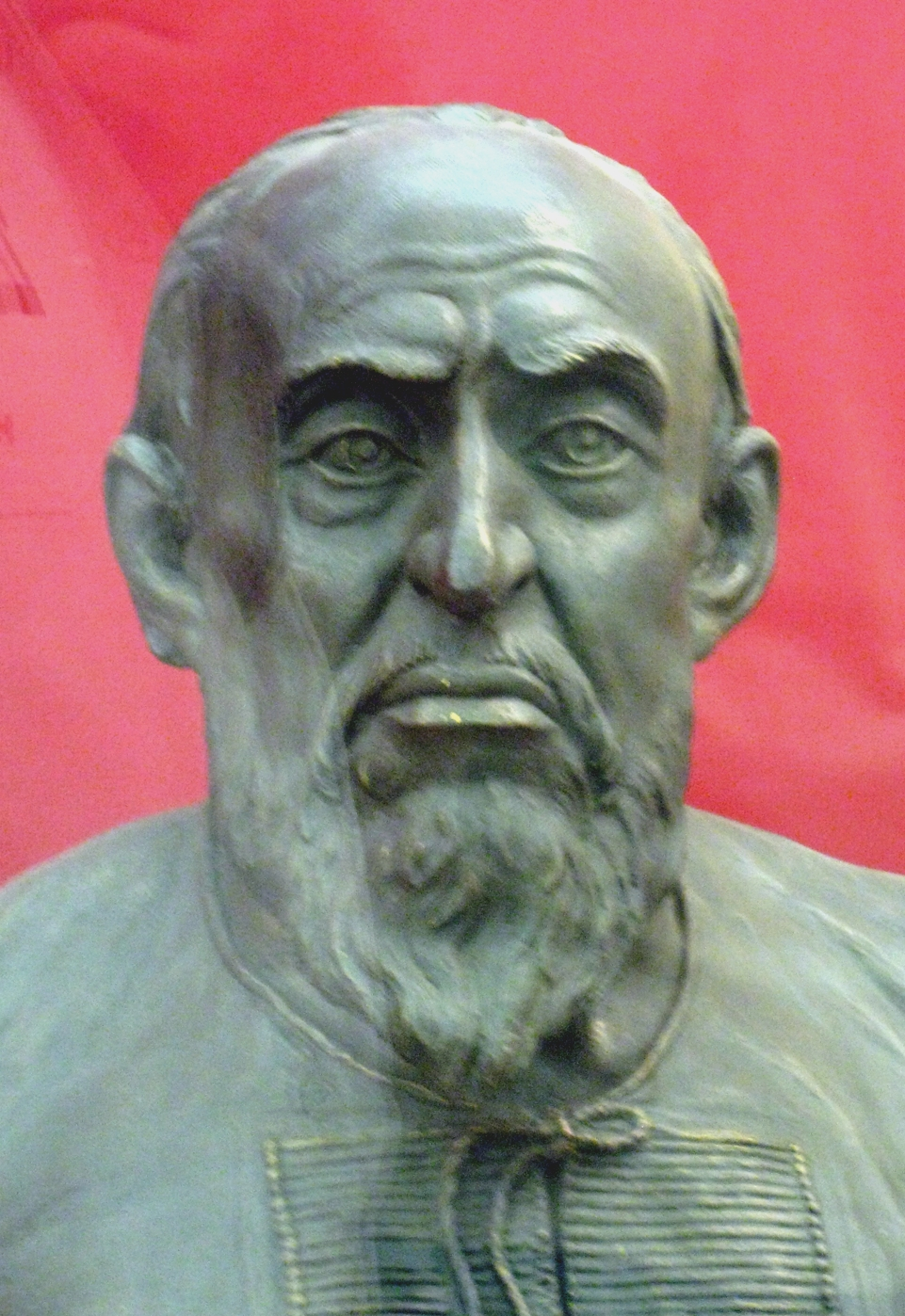
Iwan IV. (1530–1584)

- Iwan IV. Smilez, Zar der Bulgaren (1298–1299)
- Iwan Iwanowitsch (1554–1581), russischer Zarewitsch (Kronprinz); Sohn von Zar Iwan IV.
- Iwan Iwanowitsch der Junge (1458–1490), Moskauer Thronfolger, Rurikide
- Iwan Schischman († 1395), Zar von Bulgarien
- Iwan Srazimir, Zar von Bulgarien
- Iwan Stefan († 1373), Zar der Bulgaren
- Iwan V. (1666–1696), Zar von Russland
- Iwan VI. (1740–1764), russischer Kaiser
- Iwan Wladislaw († 1018), Zar der Bulgaren
- Iwan, Alexa (* 1966), deutsche Ernährungswissenschaftlerin und TV-Moderatorin
- Iwan, Andrzej (1959–2022), polnischer Fußballspieler
- Iwan, Dafydd (* 1943), walisischer Sänger, Unternehmer und Politiker
- Iwan, Friedrich (1889–1967), deutscher Maler und Grafiker
- Iwan, Thomas (* 1985), deutscher Politiker (Die Linke)
- Iwan, Tomasz (* 1971), polnischer Fußballspieler
- Iwan, Walter (1901–1982), deutscher Schriftsteller und Bibliothekar
- Iwan, Wilfred D. (1935–2020), US-amerikanischer Bauingenieur
- Iwan, Wladimir, Fürst von Kiew
- Iwanaga, Yūkichi (1883–1939), japanischer Nachrichtenagentur-Direktor
- Iwanami, Shigeo (1881–1946), japanischer Verleger
- Iwanami, Takuya (* 1994), japanischer Fußballspieler
- Iwand, Hans Joachim (1899–1960), deutscher evangelischer Theologe und Professor für systematische Theologie
- Iwanecki, Andrzej (* 1960), polnischer römisch-katholischer Geistlicher, Weihbischof in Gliwice
- Iwanenko, Dmitri Dmitrijewitsch (1904–1994), sowjetischer Physiker
- Iwanenko, Oksana (1906–1997), ukrainische Kinder- und Jugendbuchautorin
- Iwanenko, Wjatscheslaw Iwanowitsch (* 1961), sowjetischer Leichtathlet und Olympiasieger
- Iwaniec, Henryk (* 1947), polnisch-US-amerikanischer Mathematiker
- Iwaniec, Tadeusz (* 1947), polnisch-US-amerikanischer Mathematiker
- Iwaninski, Oleg Iwanowitsch (* 1966), russischer Politiker (Einiges Russland), Abgeordneter der Duma
- Iwanischin, Anatoli Alexejewitsch (* 1969), russischer Kosmonaut
- Iwanischwili, Bidsina (* 1956), georgischer Unternehmer und PolitikerBidsina Iwanischwili (* 1956)

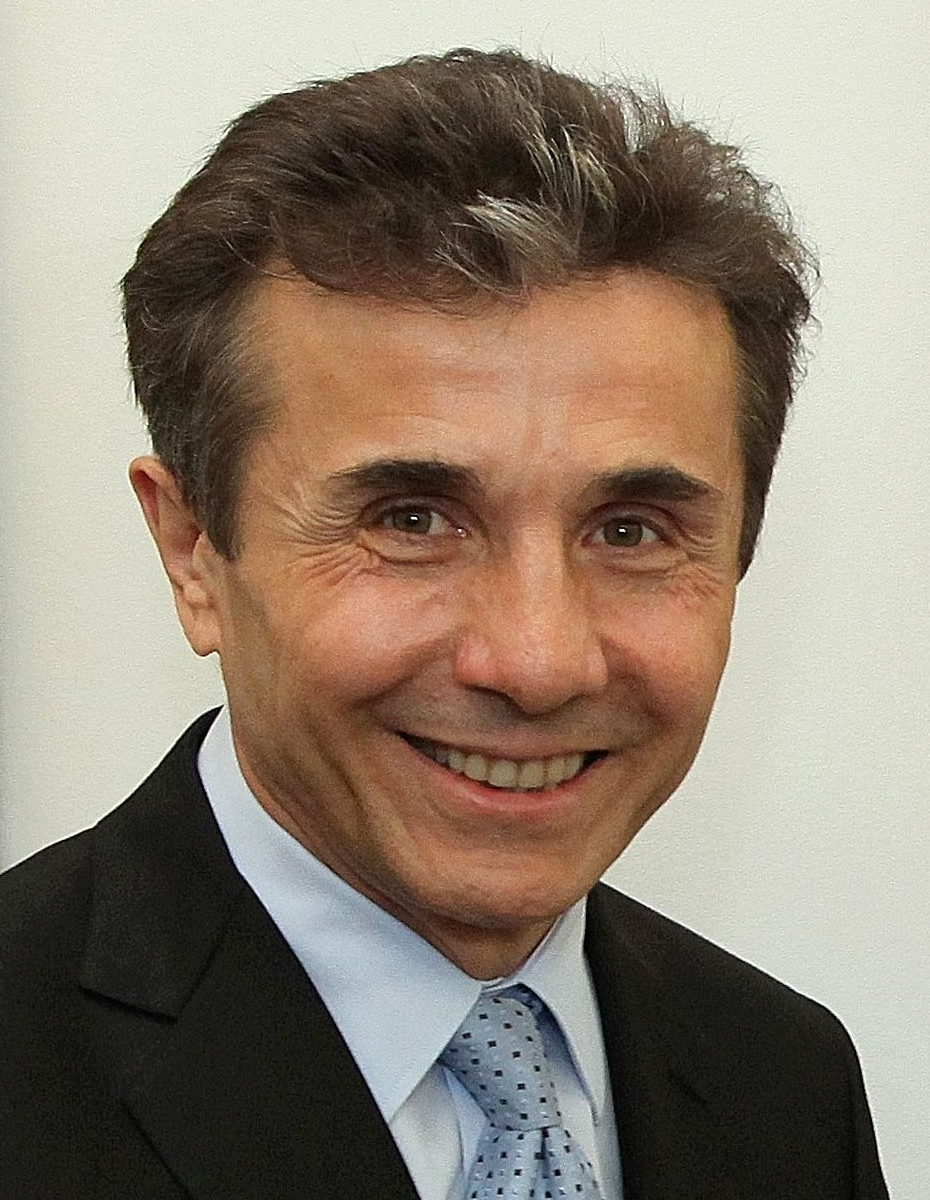
Bidsina Iwanischwili (* 1956)

- Iwanissenja, Dmytro (* 1994), ukrainischer Fußballspieler
- Iwanizki, Alexander Wladimirowitsch (1937–2020), sowjetischer Ringer und Sportjournalist
- Iwanjuk, Ilja Dmitrijewitsch (* 1993), russischer Hochspringer
- Iwanko, bulgarischer Boljar
- Iwanko Pawlowitsch († 1135), Statthalter von Nowgorod (1134–1135)
- Iwanko, Alexander Sergejewitsch (* 1962), russischer Journalist und UN-Diplomat
- Iwankow, Dimitar (* 1975), bulgarischer Fußballtorwart
- Iwankow, Wjatscheslaw Kirillowitsch (1940–2009), russischer Mafiaboss
- Iwannek, Michael (* 1963), deutscher Synchronsprecher, Hörspielsprecher und Sänger
- Iwannek, Niklas (* 1990), deutscher Schauspieler
- Iwannikow, Alexander (* 1945), sowjetischer Skispringer
- Iwannikow, Waleri Nikolajewitsch (* 1967), russischer Eishockeytorwart und -trainer
- Iwano, Hōmei (1873–1920), japanischer Schriftsteller, Literaturkritiker und Übersetzer
- Iwano, Ichibē IX. (* 1933), japanischer Kunsthandwerker und lebender Nationalschatz
- Iwanou, Aljaksej (* 1980), belarussischer Skilangläufer
- Iwanou, Andrej (* 1990), belarussischer Pianist
- Iwanouski, Aljaksandr (* 1976), belarussischer Biathlet
- Iwanouski, Wazlau (1880–1943), belarussischer sozialer und politischer Aktivist
- Iwanow Kosinarow, Anton (1884–1942), bulgarischer Politiker und Gewerkschafter
- Iwanow, Aleksi (1922–1997), bulgarischer Politiker
- Iwanow, Alexander (* 1994), belarussisch-russischer Sänger
- Iwanow, Alexander Alexejewitsch (* 1993), russischer Geher
- Iwanow, Alexander Andrejewitsch (1806–1858), russischer Landschaftsmaler
- Iwanow, Alexander Konstantinowitsch (* 1989), russischer Gewichtheber
- Iwanow, Alexander Nikolajewitsch (* 1951), sowjetischer Ringer
- Iwanow, Alexander Nikolajewitsch (* 1962), russischer Unternehmer und Kunstsammler
- Iwanow, Alexei Iwanowitsch (1878–1937), russischer Sinologe und Tangutologe
- Iwanow, Alexei Sergejewitsch (* 1988), kasachisch-russischer Eishockeytorwart
- Iwanow, Alexei Wiktorowitsch (* 1969), russischer Schriftsteller und Drehbuchautor
- Iwanow, Alexei Wladimirowitsch (* 1981), russischer Fußballspieler
- Iwanow, Anatoli Grigorjewitsch (1936–2000), sowjetischer bzw. russischer Schauspieler
- Iwanow, Anatoli Wassiljewitsch (1934–2012), russischer Solo-Paukist, Komponist und Dirigent
- Iwanow, Andrei Alexandrowitsch (* 1981), russischer Eishockeyspieler
- Iwanow, Andrei Iwanowitsch (1775–1848), russischer Maler
- Iwanow, Andrei Jewgenjewitsch (1967–2009), russischer Fußballspieler
- Iwanow, Andrei Wladlenowitsch (* 1973), russischer Freestyle-Skier
- Iwanow, Andrej (* 1971), estnisch-russischer Schriftsteller
- Iwanow, Anton Alexandrowitsch (* 1987), russischer Badmintonspieler
- Iwanow, Anton Andrejewitsch (1815–1848), russischer Bildhauer
- Iwanow, Dimitar (1894–1975), bulgarischer Chemiker
- Iwanow, Dmitri Iwanowitsch (1928–1993), sowjetischer Gewichtheber
- Iwanow, Eduard Georgijewitsch (1938–2012), russischer Eishockeyspieler
- Iwanow, Emil (* 1962), bulgarischer Ringer
- Iwanow, Emil (* 1970), bulgarischer Christlicher Archäologe
- Iwanow, Galin (* 1988), bulgarischer Fußballspieler
- Iwanow, Georgi (* 1940), bulgarischer Kosmonaut und Politiker
- Iwanow, Georgi (* 1976), bulgarischer Fußballspieler
- Iwanow, Georgi (* 1985), bulgarischer Kugelstoßer
- Iwanow, Georgi Wladimirowitsch (1894–1958), russischer Dichter, Schriftsteller, Publizist, Kritiker und Übersetzer
- Iwanow, Igor Jurjewitsch (* 1954), russischer Theater- und Filmschauspieler
- Iwanow, Igor Sergejewitsch (* 1945), russischer Außenminister, Chef des Sicherheitsrats
- Iwanow, Igor Wassiljewitsch (1947–2005), russischer Schachspieler
- Iwanow, Ilja Iwanowitsch (1870–1932), russischer BiologeIlja Iwanowitsch Iwanow (1870–1932)

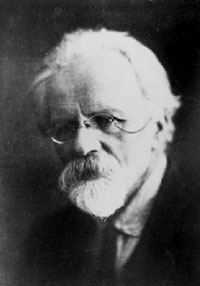
Ilja Iwanowitsch Iwanow (1870–1932)

- Iwanow, Iwajlo (* 1994), bulgarischer Judoka
- Iwanow, Iwan (* 1966), bulgarischer Badmintonspieler
- Iwanow, Iwan (* 1971), bulgarischer Gewichtheber
- Iwanow, Iwan (* 1987), russischer Skilangläufer
- Iwanow, Iwan (* 1988), bulgarischer Fußballspieler
- Iwanow, Iwan (* 1992), kasachischer Kugelstoßer
- Iwanow, Iwan (* 1995), bulgarischer E-Sportler
- Iwanow, Iwan (* 2008), bulgarischer Tennisspieler
- Iwanow, Iwan Leonidowitsch (* 1948), sowjetischer Mittelstreckenläufer
- Iwanow, Iwo (* 1985), bulgarischer Fußballspieler
- Iwanow, Jaroslaw Olegowitsch (* 1991), russischer Biathlet
- Iwanow, Jordan (1872–1947), bulgarischer Literaturhistoriker, Archäologe und Volkskundler (Folklorist)
- Iwanow, Juri Jewgenjewitsch (1957–2010), russischer Offizier
- Iwanow, Juri Michailowitsch (* 1952), sowjetischer Skispringer
- Iwanow, Juri Nikolajewitsch (1928–1994), russischer Schriftsteller
- Iwanow, Kirill Olegowitsch (* 1960), sowjetischer Sportschütze
- Iwanow, Konstantin (1890–1915), tschuwaschischer Dichter
- Iwanow, Kurbat († 1666), Entdecker und Kartograph
- Iwanow, Leonid (* 1937), sowjetisch-kirgisischer Langstreckenläufer
- Iwanow, Lew Iwanowitsch (1834–1901), russischer Tänzer, Lehrer, Choreograf und Ballettmeister
- Iwanow, Michail (* 1969), russischer Schachspieler
- Iwanow, Michail Petrowitsch (* 1977), russischer Skilangläufer
- Iwanow, Michail Wladimirowitsch (* 1958), sowjetischer Wasserballspieler
- Iwanow, Modest Wassiljewitsch (1875–1942), Oberkommandierender der sowjetischen Seekriegsflotte
- Iwanow, Nikita Jurjewitsch (* 1986), russischer Boxer
- Iwanow, Nikolai, sowjetischer Astronom
- Iwanow, Nikolai (* 1971), kasachischer Skilangläufer
- Iwanow, Nikolai (* 1989), kasachischer Radrennfahrer
- Iwanow, Nikolai Iudowitsch (1851–1919), russischer Offizier, zuletzt General der Artillerie
- Iwanow, Nikolai Nikolajewitsch (* 1942), sowjetischer Leichtathlet
- Iwanow, Nikolai Petrowitsch (1949–2012), sowjetischer Ruderer und Olympiasieger
- Iwanow, Oleg Alexandrowitsch (* 1986), russischer Fußballspieler
- Iwanow, Oleg Walentinowitsch (* 1962), sowjetisch-russischer Kulturwissenschaftler und Hochschullehrer
- Iwanow, Petro (* 1996), ukrainischer Boxsportler
- Iwanow, Porfiri Kornejewitsch (1898–1983), russischer Naturheiler und Mystiker
- Iwanow, Roman Maximowitsch (* 1984), russischer Handballspieler
- Iwanow, Rossen (* 1966), bulgarischer Jurist und Politiker
- Iwanow, Sebastian (* 1985), deutscher Schwimmer
- Iwanow, Semjon Pawlowitsch (1907–1993), sowjetisch-russischer Armeegeneral und Held der Sowjetunion
- Iwanow, Sergei Borissowitsch (* 1953), russischer PolitikerSergei Borissowitsch Iwanow (* 1953)

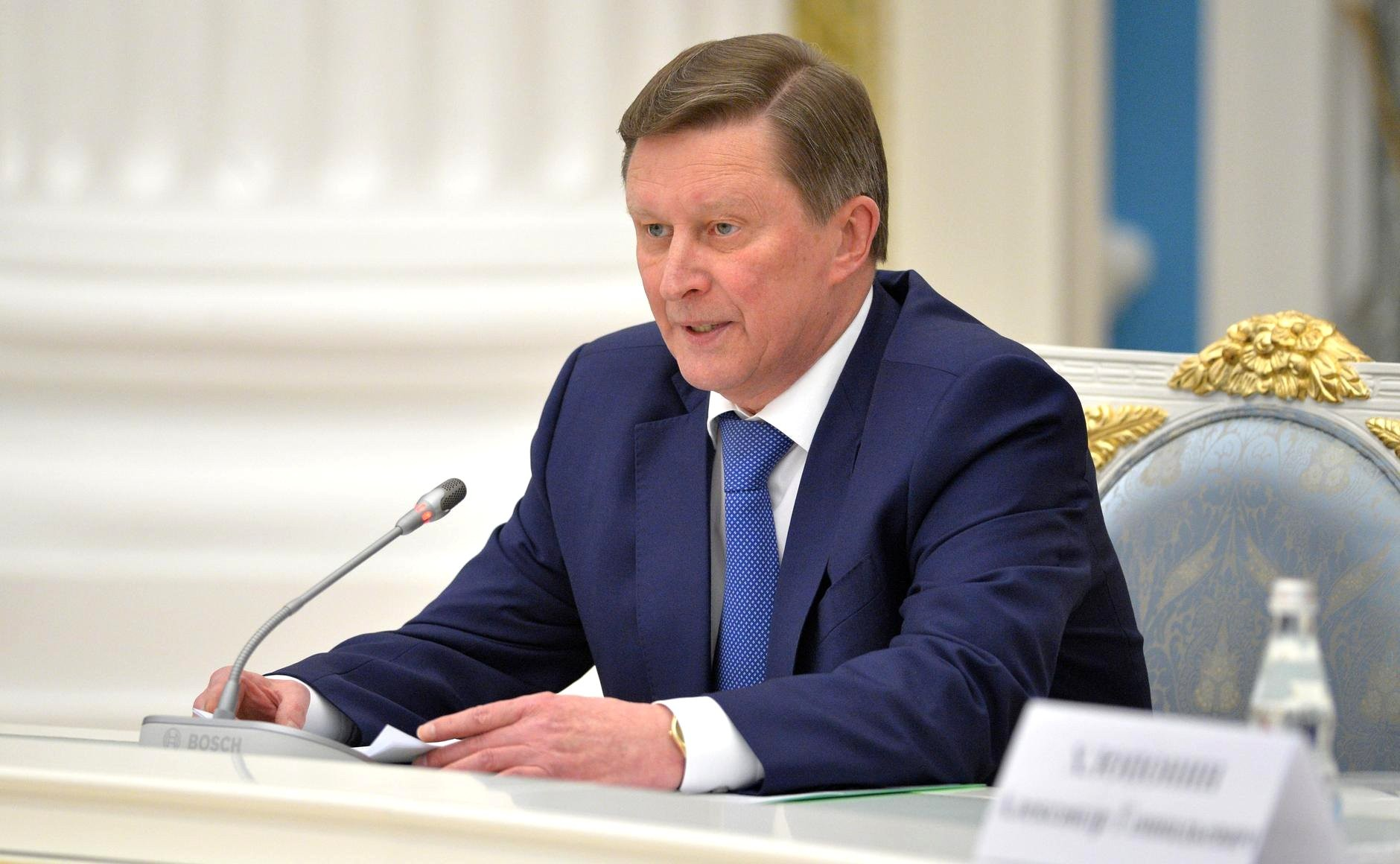
Sergei Borissowitsch Iwanow (* 1953)

- Iwanow, Sergei Iwanowitsch (1828–1903), russischer Bildhauer und Hochschullehrer
- Iwanow, Sergei Sergejewitsch (* 1984), russischer Fußballschiedsrichter
- Iwanow, Sergei Walerjewitsch (* 1975), russischer Radrennfahrer
- Iwanow, Sergei Wiktorowitsch (* 1960), sowjetisch-russischer Physiker und Hochschullehrer
- Iwanow, Sergei Wladimirowitsch (* 1961), russischer Schachgroßmeister
- Iwanow, Sergei Wladimirowitsch (* 1972), russischer Mathematiker
- Iwanow, Stefan (1875–1951), bulgarischer Maler
- Iwanow, Stilijan (* 1968), bulgarischer Filmregisseur und Drehbuchautor
- Iwanow, Tatjana (1925–1979), deutsche Schauspielerin und Sängerin
- Iwanow, Tichomir (* 1994), bulgarischer Hochspringer
- Iwanow, Timur Wadimowitsch (* 1975), russischer Manager und stellvertretender Verteidigungsminister der Russischen FöderationTimur Wadimowitsch Iwanow (* 1975)

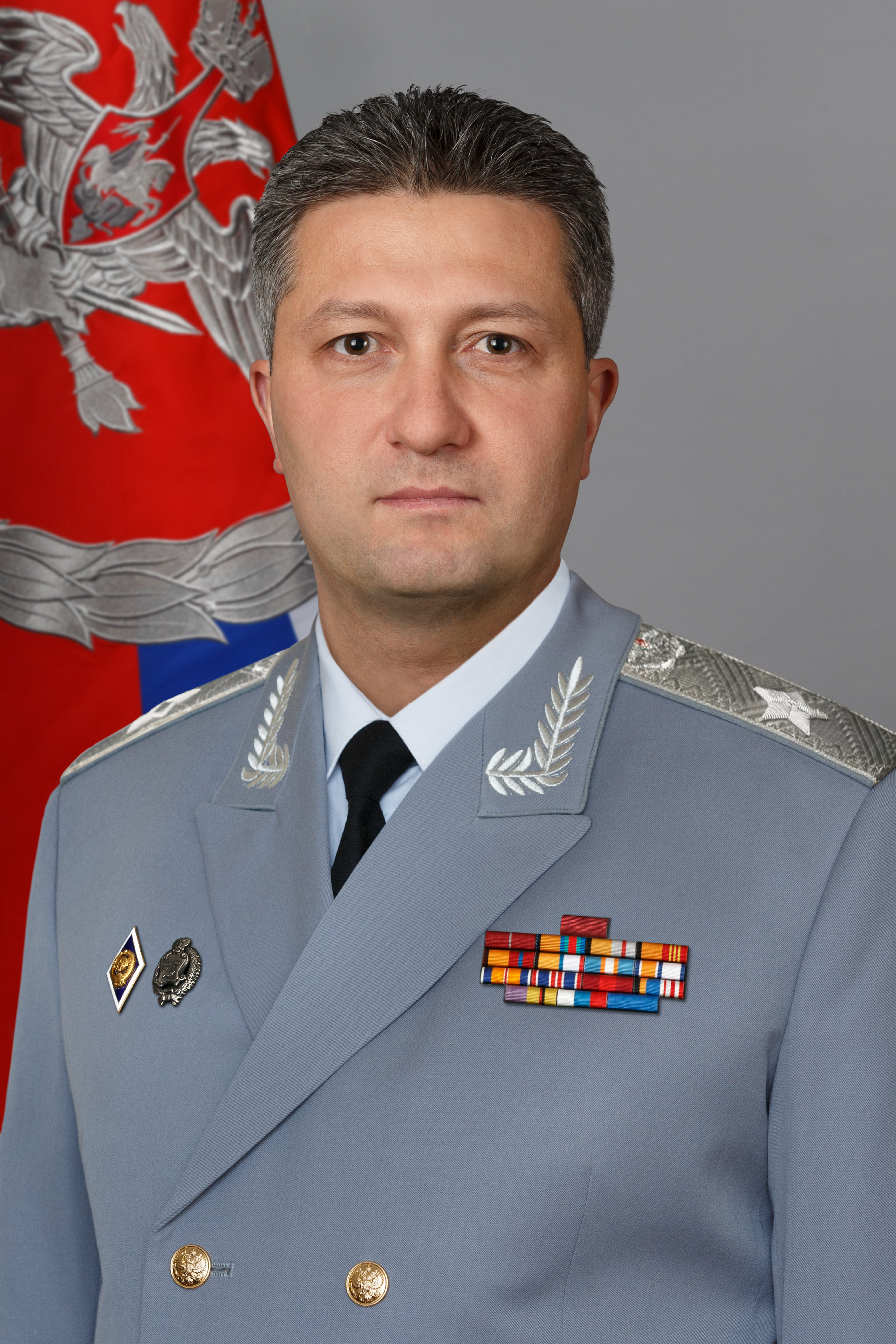
Timur Wadimowitsch Iwanow (* 1975)

- Iwanow, Trifon (1965–2016), bulgarischer Fußballspieler
- Iwanow, Walentin Konstantinowitsch (1908–1992), sowjetischer Mathematiker
- Iwanow, Walentin Kosmitsch (1934–2011), sowjetischer Fußballspieler
- Iwanow, Walentin Walentinowitsch (* 1961), russischer Fußballschiedsrichter
- Iwanow, Waleri (* 1969), kasachischer Biathlet
- Iwanow, Waleri Jewgenjewitsch (1969–2002), russischer Journalist und Politiker
- Iwanow, Wassili Nikolajewitsch (* 1972), russischer Schwimmer
- Iwanow, Wiktor (* 1921), ukrainischer Schiffbauingenieur
- Iwanow, Wiktor Petrowitsch (* 1950), russischer Politiker
- Iwanow, Wiktor Semjonowitsch (1909–1968), sowjetischer Grafiker und Maler
- Iwanow, Wiktor Wladimirowitsch (1956–2007), sowjetischer Boxer
- Iwanow, Witali Wassiljewitsch (* 1998), russischer Nordischer Kombinierer
- Iwanow, Witali Wladimirowitsch (* 1976), russischer Handballspieler und -trainer
- Iwanow, Wjatscheslaw Iwanowitsch (1866–1949), russischer Philologe, Dichter und Autor
- Iwanow, Wjatscheslaw Nikolajewitsch (1938–2024), sowjetischer Ruderer
- Iwanow, Wjatscheslaw Wsewolodowitsch (1929–2017), sowjetischer bzw. russischer Philologe und Indogermanist
- Iwanow, Wladimir (1955–2020), bulgarischer Leichtathlet
- Iwanow, Wladimir Alexandrowitsch (* 1987), russischer Badmintonspieler
- Iwanow, Wladimir Alexejewitsch (1886–1970), russischer Orientalist, Ismailismus-Forscher
- Iwanow, Wladimir Iwanowitsch (1893–1938), sowjetischer Politiker
- Iwanow, Wladimir Sergejewitsch (* 1949), sowjetischer Eisschnellläufer
- Iwanow, Wladimir Wladimirowitsch (* 1943), russischer orthodoxer Theologe
- Iwanow, Wsewolod Wjatscheslawowitsch (1895–1963), sowjetischer Schriftsteller
- Iwanow-Kramskoi, Alexander Michailowitsch (1912–1973), sowjetischer Gitarrist, Komponist, Dirigent und Musikpädagoge
- Iwanow-Rasumnik (1878–1946), russischer Kultur- und Literaturkritiker und Soziologe
- Iwanow-Schitz, Illarion Alexandrowitsch (1865–1937), russischer Architekt
- Iwanow-Smolenski, Anatoli Georgijewitsch (1895–1982), sowjetischer Psychiater und Pathophysiologe
- Iwanow-Szajnowicz, Jerzy (1911–1943), polnisch-griechischer Sportler und Widerstandskämpfer gegen den Nationalsozialismus
- Iwanow-Wano, Iwan Petrowitsch (1900–1987), sowjetischer Zeichentrickfilm-Regisseur, Drehbuchautor und künstlerischer Leiter
- Iwanowa, Alewtina Michailowna (* 1975), russische Marathonläuferin
- Iwanowa, Alina Petrowna (* 1969), russische Geherin und Langstreckenläuferin
- Iwanowa, Anna (* 1954), bulgarische Psychologin und Professorin
- Iwanowa, Antonina Grigorjewna (1932–2006), sowjetische Kugelstoßerin
- Iwanowa, Borislawa (* 1966), bulgarische Kanutin
- Iwanowa, Dimitrana (1881–1960), bulgarische Frauenrechtlerin, Lehrerin, Bildungsreformerin und Journalistin
- Iwanowa, Iliana (* 1975), bulgarische Politikerin, MdEP
- Iwanowa, Irina Konstantinowna (1906–1987), sowjetische Quartärforscherin und Paläontologin
- Iwanowa, Iwa (* 2006), bulgarische Tennisspielerin
- Iwanowa, Jordanka (* 1950), bulgarische Leichtathletin
- Iwanowa, Julija Anatoljewna (* 1985), russische Skilangläuferin
- Iwanowa, Julija Wiktorowna (* 1977), russische Rhythmische Sportgymnastin
- Iwanowa, Kira Walentinowna (1963–2001), sowjetische Eiskunstläuferin
- Iwanowa, Lidija Gawrilowna (* 1937), russisch-sowjetische Turnerin
- Iwanowa, Maja (* 1983), bulgarische Badmintonspielerin
- Iwanowa, Maja (* 1991), bulgarische Gewichtheberin
- Iwanowa, Margarita Grigorjewna (1945–2020), sowjetische bzw. russische Mittelalterhistorikerin und Hochschullehrerin
- Iwanowa, Marina (* 1972), kasachische Sprinterin
- Iwanowa, Mirela (* 1962), bulgarische Autorin
- Iwanowa, Nadeschda (* 2004), bulgarische Fußballspielerin
- Iwanowa, Nastassja (* 1982), belarussische Mittel- und Langstreckenläuferin
- Iwanowa, Natalja Borissowna (* 1945), sowjetische bzw. russische Journalistin und Literaturwissenschaftlerin
- Iwanowa, Natalja Dmitrijewna (* 1967), russische Badmintonspielerin
- Iwanowa, Natalja Iwanowna (* 1949), sowjetisch-russische Ökonomin und Hochschullehrerin
- Iwanowa, Natalja Nikolajewna (* 1971), russische Taekwondoin
- Iwanowa, Natalja Nikolajewna (* 1981), russische Hürdenläuferin und Sprinterin
- Iwanowa, Olga Erikowna (* 1993), russische Taekwondoin
- Iwanowa, Olga Wiktorowna (* 1979), russische Kugelstoßerin
- Iwanowa, Olimpiada Wladimirowna (* 1970), russische Geherin und Olympiazweite
- Iwanowa, Polina (* 2002), kasachische Stabhochspringerin
- Iwanowa, Rimma Michailowna (1894–1915), russische Krankenschwester
- Iwanowa, Sinaida Grigorjewna (1897–1979), sowjetische Bildhauerin und Hochschullehrerin
- Iwanowa, Sinaida Sergejewna (1865–1913), russische Schriftstellerin, Übersetzerin und Feministin
- Iwanowa, Soja (* 1952), kasachische, für die Sowjetunion startende Langstreckenläuferin
- Iwanowa, Swetla (* 1977), bulgarische Pop- und Euro-House-Interpretin
- Iwanowa, Swetlana Andrejewna (* 1985), russische SchauspielerinSwetlana Andrejewna Iwanowa (* 1985)

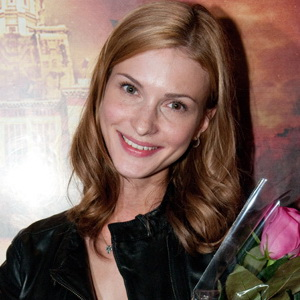
Swetlana Andrejewna Iwanowa (* 1985)

- Iwanowa, Tatjana Iwanowna (* 1991), russische Rennrodlerin
- Iwanowa, Wioleta, bulgarische Astronomin und Asteroidenentdeckerin
- Iwanowa-Kramskaja, Natalija Alexandrowna (* 1939), russische Gitarristin und Musikpädagogin
- Iwanowitsch, Oleg († 1402), Großfürst von Rjasan (ab 1351)
- Iwanowska, Wilhelmina (1905–1999), polnische Mathematikerin, Astronomin und Hochschullehrerin
- Iwanowskaja, Praskowja Semjonowna (1852–1935), russische bzw. sowjetische Revolutionärin
- Iwanowski, Boris (1893–1967), russischer Autorennfahrer
- Iwanowski, Dmitri Iossifowitsch (1864–1920), russischer Biologe und Virologe
- Iwanowski, Erich, deutscher Fußballspieler
- Iwanowski, Fritz, deutscher Fußballspieler
- Iwanowski, Jewgeni Filippowitsch (1918–1991), sowjetischer Armeegeneral
- Iwanowski, Michael (* 1948), deutscher Verleger und Reiseveranstalter
- Iwanowski, Wladimir Jewgenjewitsch (1948–2016), russischer Diplomat
- Iwańska, Alicja (1918–1996), polnisch-US-amerikanische Soziologin
- Iwański, Maciej (* 1981), polnischer Fußballspieler
- Iwanski, Wilhelm (1911–1985), deutscher Schriftsteller
- Iwanson, Jessica (* 1948), schwedische Tänzerin und Choreographin
- Iwantschenko, Aljona Olegowna (* 2003), russische Bahnradsportlerin
- Iwantschenko, Gennadi Iwanowitsch (* 1946), sowjetischer Gewichtheber
- Iwantschenkow, Alexander Sergejewitsch (* 1940), sowjetischer Kosmonaut, Ingenieur
- Iwantschow, Todor (1858–1905), bulgarischer Politiker und Ministerpräsident
- Iwantschuk, Wassyl (* 1969), ukrainischer Schachgroßmeister
- Iwanuma, Shunsuke (* 1988), japanischer Fußballspieler
- Iwanuschkin, Jewgeni Alexandrowitsch (* 1979), russischer Bandyspieler
- Iwanyk, Basil (* 1970), US-amerikanischer Filmproduzent
- Iwanyschew, Mykola (1811–1874), ukrainischer Jurist, Rechtshistoriker und Universitätsrektor
- Iwanytschuk, Roman (1929–2016), ukrainischer Schriftsteller, Journalist und Politiker
- Iwanzik, Klaus (* 1940), deutscher Fußballspieler

#### Iwao
- Iwao, Ageishi (1908–1991), japanischer Skilangläufer
- Iwao, Emma Haruka (* 1984), japanische Informatikerin
- Iwao, Junko (* 1970), japanische Synchronsprecherin (Seiyū) und Sängerin
- Iwao, Ken (* 1988), japanischer Fußballspieler

#### Iwas
- Iwasa, Ayumu (* 2001), japanischer AutomobilrennfahrerAyumu Iwasa (* 2001)

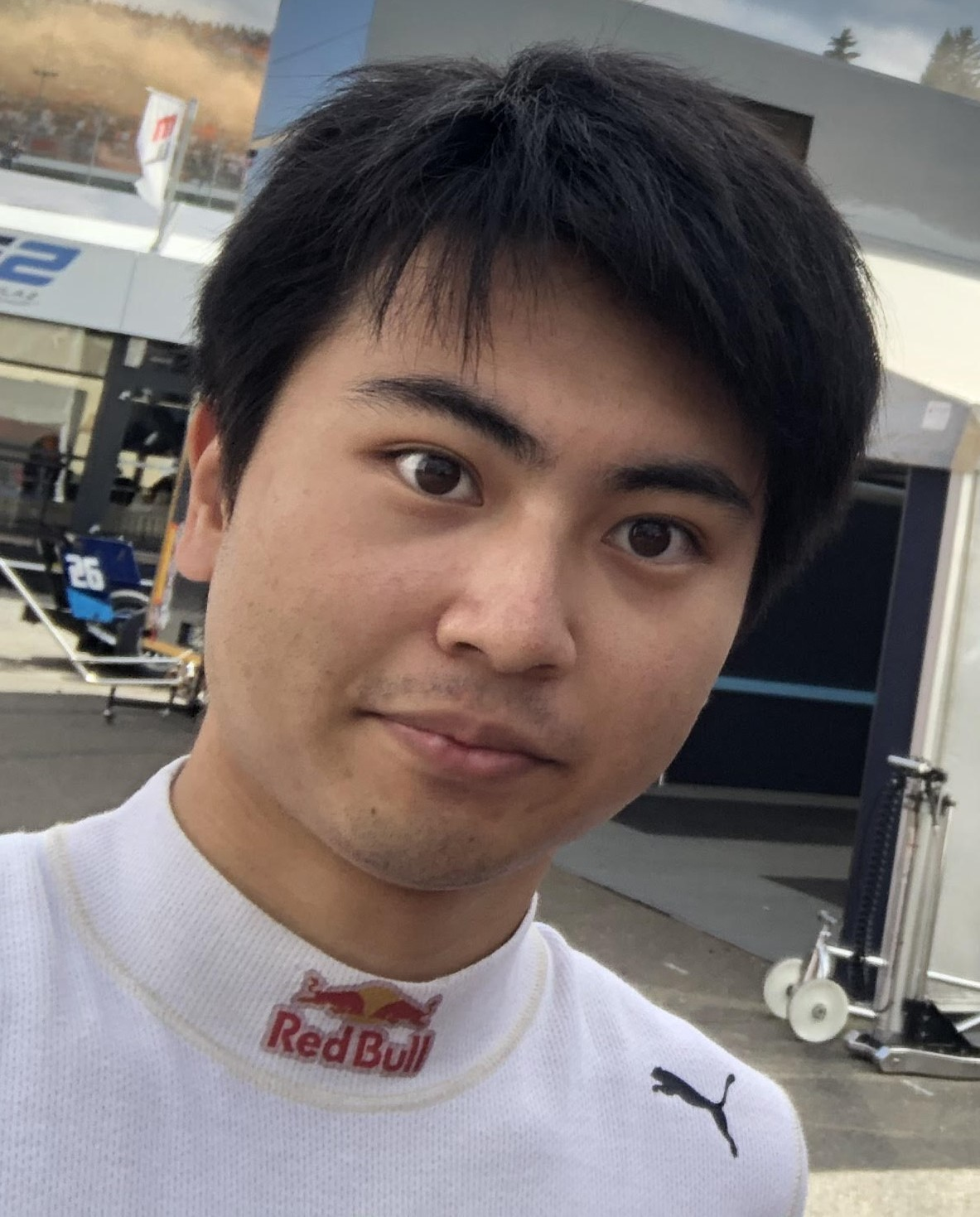
Ayumu Iwasa (* 2001)

- Iwasa, Haruka (* 1996), japanische Skispringerin
- Iwasa, Matabē (1578–1650), japanischer Maler
- Iwasa, Ryōsuke (* 1989), japanischer Boxer im Superbantamgewicht
- Iwasa, Yoshizane (1906–2001), japanischer Bankfachmann
- Iwasa, Yūken (* 1999), japanischer Skispringer
- Iwasaki, Akiko (* 1970), japanisch-amerikanische Immunologin und Hochschullehrerin
- Iwasaki, Fukuzō (1925–2012), japanischer Unternehmer
- Iwasaki, Hisaya (1865–1955), japanischer Unternehmer und Mäzen
- Iwasaki, Kan’en (1786–1842), japanischer Botaniker und Naturwissenschaftler
- Iwasaki, Keigo (* 2004), japanischer Fußballspieler
- Iwasaki, Kō (* 1944), japanisch-US-amerikanischer Cellist und Musikpädagoge
- Iwasaki, Koyota (1879–1945), japanischer Unternehmer
- Iwasaki, Kyōko (* 1978), japanische Schwimmerin
- Iwasaki, Mineko (* 1949), japanische Autorin und GeishaMineko Iwasaki (* 1949)

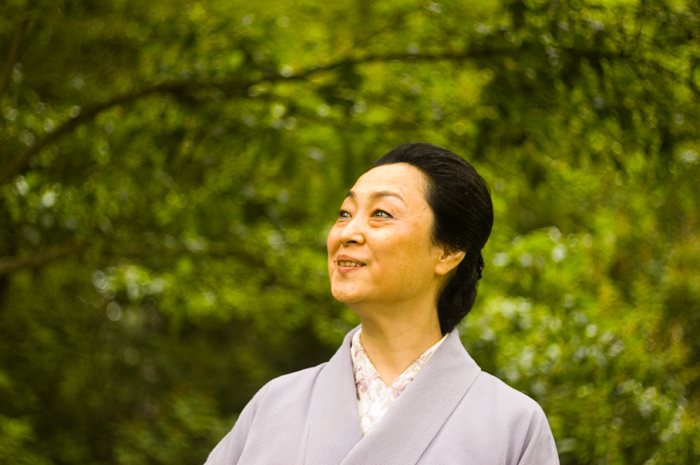
Mineko Iwasaki (* 1949)

- Iwasaki, Motoshi, japanischer Skispringer
- Iwasaki, Ryūki (* 2000), japanischer Sprinter
- Iwasaki, Shun’ichi (1926–2025), japanischer Wissenschaftler
- Iwasaki, Taku (* 1968), japanischer Komponist
- Iwasaki, Yasuyuki (* 1971), japanischer Fußballspieler
- Iwasaki, Yatarō (1835–1885), Gründer das Firmenimperiums Mitsubishi
- Iwasaki, Yōhei (* 1987), japanischer Fußballspieler
- Iwasaki, Yūto (* 1998), japanischer Fußballspieler
- Iwasawa, Kenkichi (1917–1998), japanischer Mathematiker
- Iwasawa, Yūji (* 1954), japanischer Jurist, Richter am Internationalen Gerichtshof in Den HaagYūji Iwasawa (* 1954)

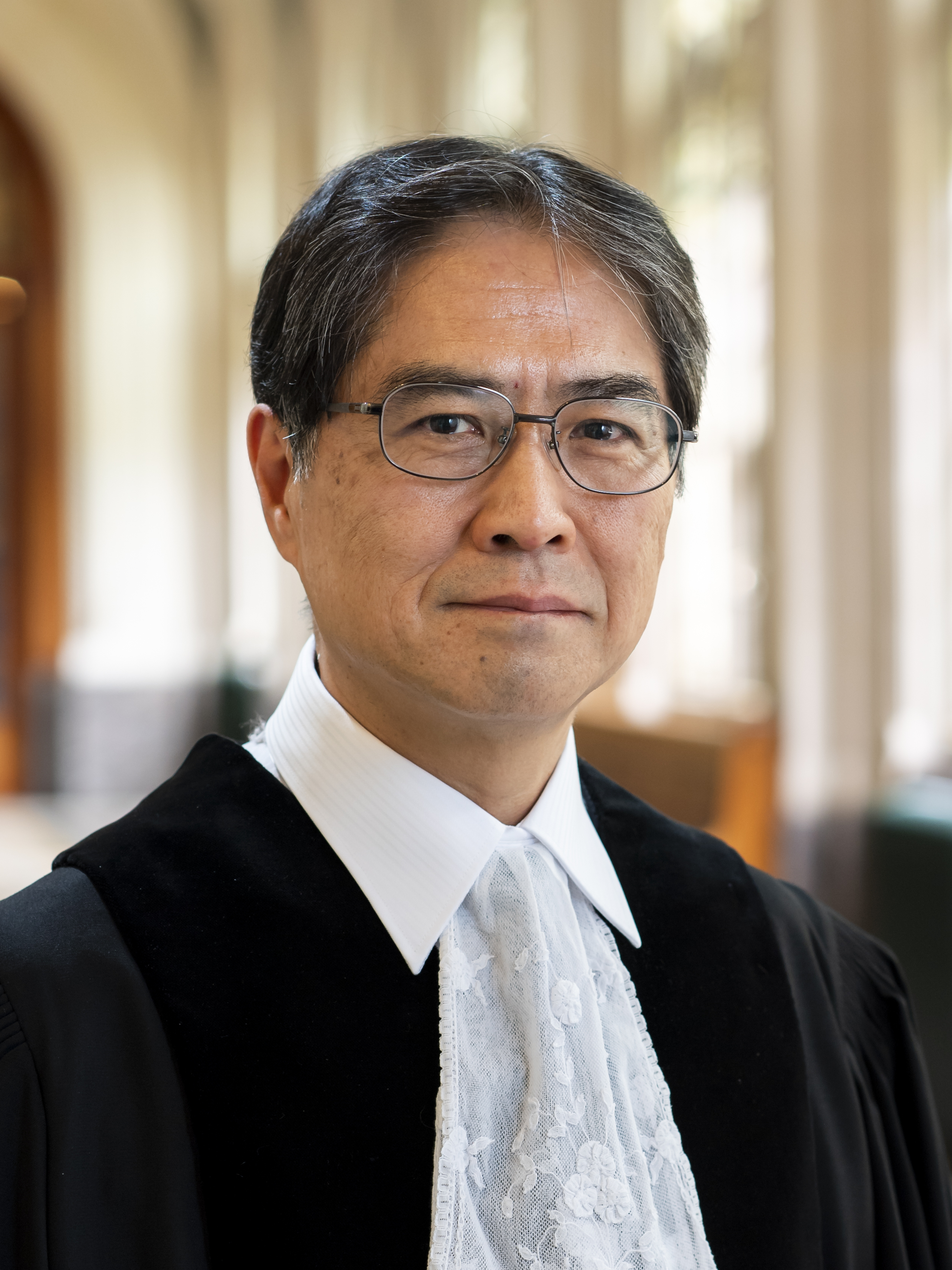
Yūji Iwasawa (* 1954)

- Iwaschew, Pjotr Nikiforowitsch (1767–1838), russischer Feldherr und Militär-Ingenieur
- Iwaschin, Andrei Jewgenjewitsch (* 1999), russischer Fußballspieler
- Iwaschinzow, Nikolai Alexandrowitsch (1819–1871), russischer Hydrograph
- Iwaschka, Ilja (* 1994), belarussischer Tennisspieler
- Iwaschka, Pjotr (* 1971), belarussischer Biathlet
- Iwaschko, Pawel Alexandrowitsch (* 1994), russischer Kurzstreckenläufer
- Iwaschko, Wolodymyr (1932–1994), sowjetischer Politiker, Mitglied des Politbüros der KPdSU
- Iwaschow, Leonid Grigorjewitsch (* 1943), russischer MilitärexperteLeonid Grigorjewitsch Iwaschow (* 1943)

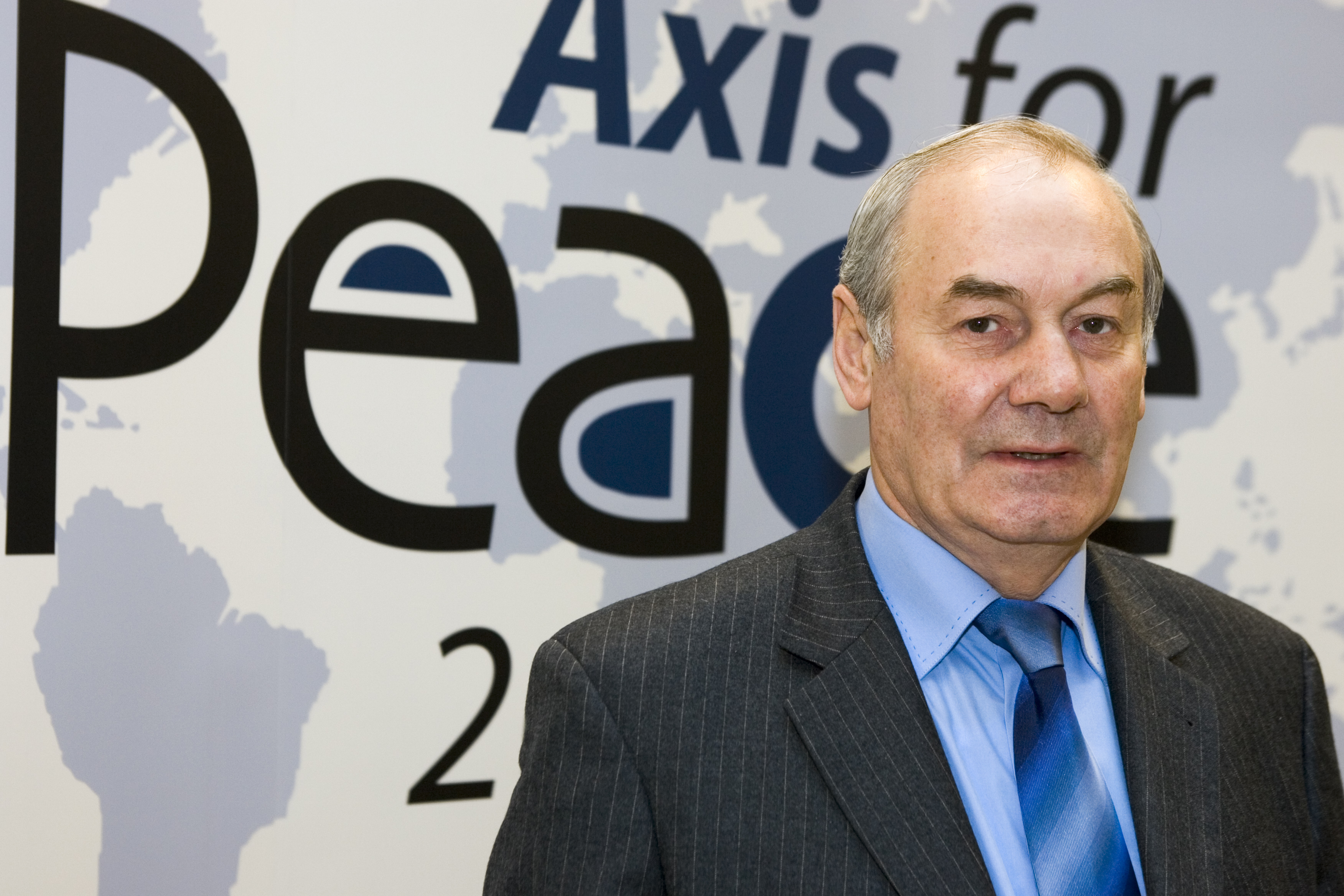
Leonid Grigorjewitsch Iwaschow (* 1943)

- Iwaschow, Wladimir Sergejewitsch (1939–1995), russischer Schauspieler
- Iwaschowa, Walentina Semjonowna (1915–1991), sowjetische Schauspielerin
- Iwaschtschenko, Iwan Timofejewitsch (1905–1950), sowjetischer Testpilot
- Iwaschtschenko, Jelena Wiktorowna (1984–2013), russische Judoka
- Iwaschtschenko, Kostjantyn (* 1963), ukrainischer Lokalpolitiker
- Iwaschtschenko, Walerij (* 1956), ukrainischer Politiker, Verteidigungsminister der Ukraine
- Iwaschutin, Pjotr Iwanowitsch (1909–2002), sowjetischer General
- Iwase, Gō (* 1995), japanischer Fußballspieler
- Iwase, Ken (* 1975), japanischer Fußballspieler
- Iwase, Tadanari (1818–1861), japanischer Beamter und Diplomat
- Iwashimizu, Azusa (* 1986), japanische Fußballspielerin
- Iwashita, Jun (* 1973), japanischer Fußballspieler
- Iwashita, Keisuke (* 1986), japanischer Fußballspieler
- Iwashita, Shima (* 1941), japanische Filmschauspielerin
- Iwashita, Sōichi (1889–1940), japanischer römisch-katholischer Priester und Philosoph
- Iwashita, Wataru (* 1999), japanischer Fußballspieler
- Iwasiów, Inga (* 1963), polnische Literaturhistorikerin, Literaturkritikerin, Prosaschriftstellerin und Lyrikerin
- Iwasjuk, Mykola (1865–1937), ukrainischer Maler und Grafiker
- Iwasjuk, Wolodymyr (1949–1979), ukrainischer Komponist, Sänger, Dichter und Begründer der ukrainischen Popmusik
- Iwassjuk, Wassyl (* 1960), ukrainischer Geistlicher, Bischof von Kolomyia-Tscherniwzi
- Iwaszkiewicz, Jarosław (1894–1980), polnischer Schriftsteller
- Iwaszkiewicz, Robert Jarosław (* 1962), polnischer Politiker
- Iwaszkiewicz-Rudoszański, Wacław (1871–1922), polnischer General, Teilnehmer am Polnisch-Sowjetischen Krieg

#### Iwat
- Iwata, Akemi, japanische Fußballspielerin
- Iwata, Eikichi (1929–1982), japanischer Maler im Yōga-Stil
- Iwata, Masahiro (* 1981), japanischer Fußballspieler
- Iwata, Masami (1893–1988), japanischer Maler
- Iwata, Satoru (1959–2015), japanischer Manager, CEO von NintendoSatoru Iwata (1959–2015)

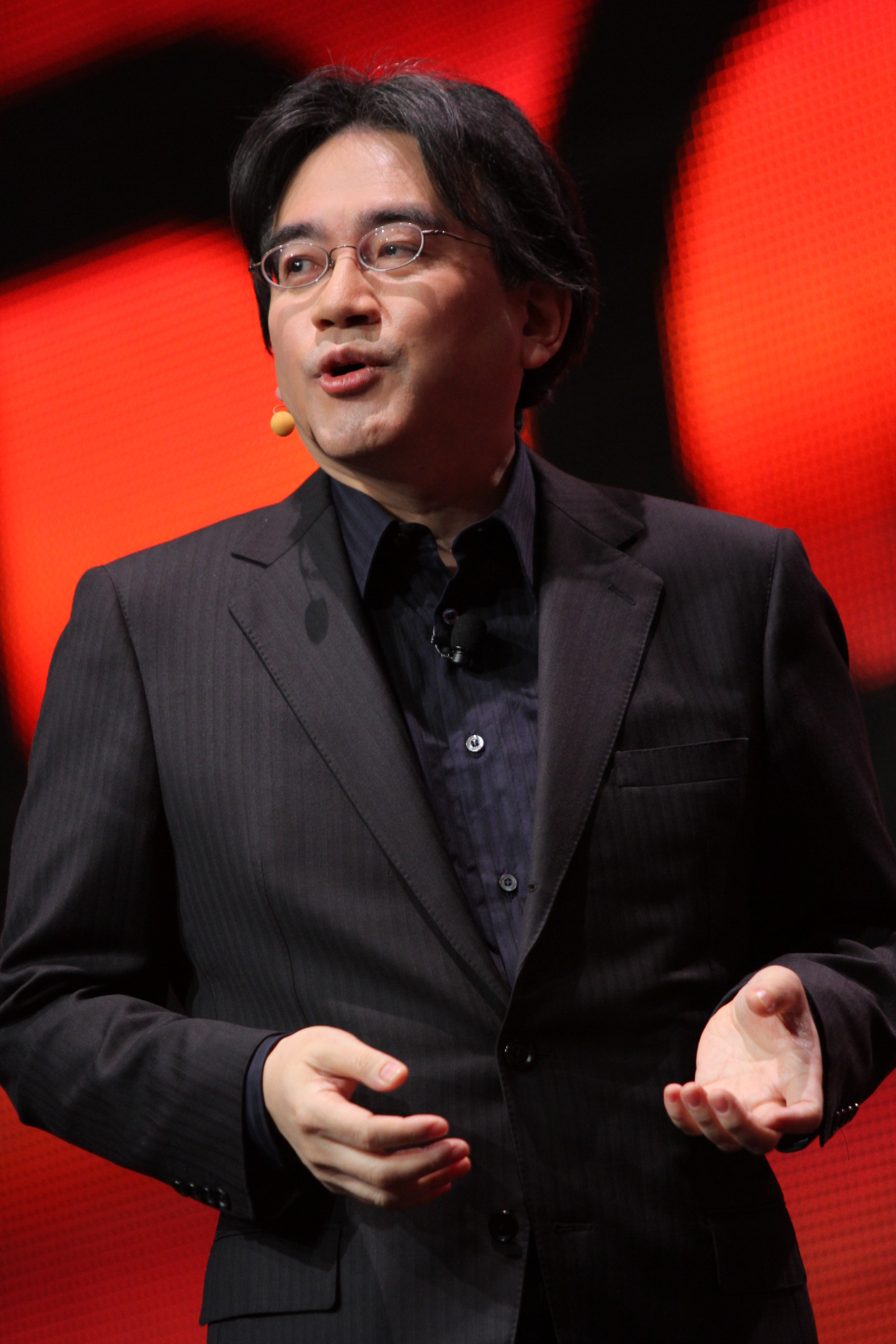
Satoru Iwata (1959–2015)

- Iwata, Shōta (* 1988), japanischer Fußballspieler
- Iwata, Takuya (* 1994), japanischer Fußballspieler
- Iwata, Tomoki (* 1997), japanischer Fußballspieler
- Iwata, Troy (* 1991), US-amerikanischer Film- und Theaterschauspieler
- Iwata, Yoshiko (* 1971), japanische Badmintonspielerin
- Iwata, Yuna (* 1997), japanische Sprinterin
- Iwatake, Katsuya (* 1996), japanischer Fußballspieler
- Iwatani, Tōru (* 1955), japanischer Videospiel-EntwicklerTōru Iwatani (* 1955)

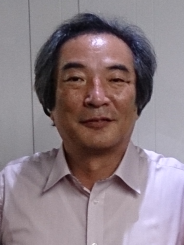
Tōru Iwatani (* 1955)

- Iwatani, Toshio (1925–1970), japanischer Fußballspieler

#### Iwaw
- Iwawaki, Fumi (* 1979), japanische Badmintonspielerin

#### Iway
- Iwaya, Mihoko, japanische Fußballspielerin
- Iwaya, Sazanami (1870–1933), japanischer Schriftsteller
- Iwaya, Takeshi (* 1957), japanischer Politiker

### Iwe
- Iweala, Uzodinma (* 1982), amerikanischer Schriftsteller
- Iwelumo, Chris (* 1978), schottischer Fußballspieler
- Iwenko, Oleg (* 1996), ukrainischer Balletttänzer in Tatarstan
- Iwer, Jörg (* 1957), deutscher Dirigent, Komponist und Arrangeur
- Iwer, Wolfram (1928–2020), deutscher Organist und Kirchenmusiker
- Iwerks, Don (* 1929), US-amerikanischer Unternehmer
- Iwerks, Leslie (* 1970), US-amerikanische Filmregisseurin, Filmproduzentin und Drehbuchautorin
- Iwerks, Ub (1901–1971), US-amerikanischer Trickfilmzeichner und -techniker
- Iwers, Anders (* 1972), schwedischer Gitarrist und Bassist
- Iwers, Peter (* 1975), schwedischer BassistPeter Iwers (* 1975)

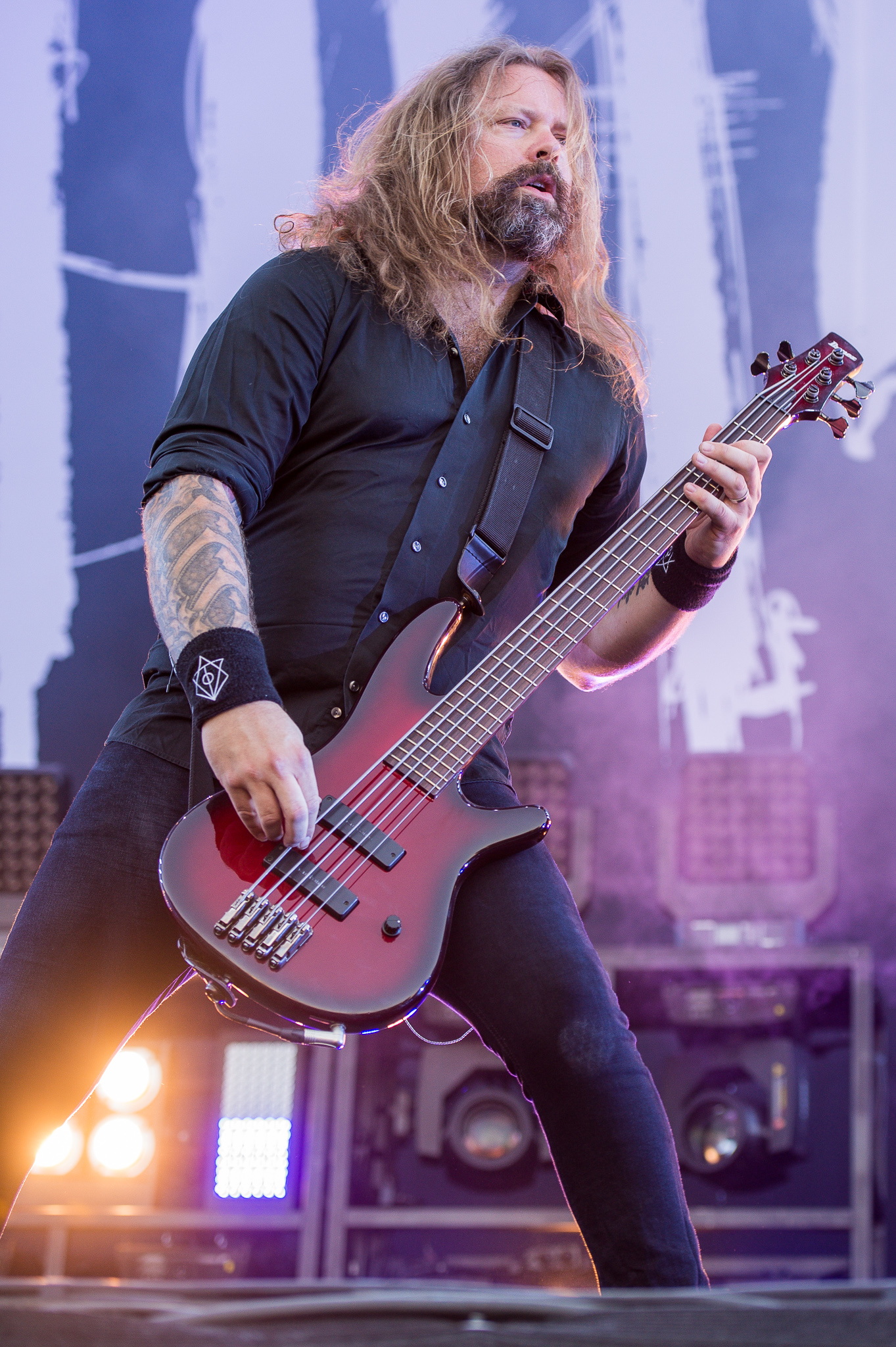
Peter Iwers (* 1975)

- Iwers, Telse A. (* 1964), deutsche Erziehungswissenschaftlerin
- Iwersen, Gabriele (* 1939), deutsche Politikerin (SPD), MdB
- Iwersen, Jens (1893–1954), deutscher Landwirt, Referent für Bodenkultur und Professor der Kulturtechnik
- Iwersen, Julia (* 1965), deutsche Religionswissenschaftlerin
- Iwersen, Monika (* 1963), deutsche Diplomatin
- Iwersen, Rainer (* 1945), deutscher Schauspieler, Regisseur, Übersetzer, Hörspielsprecher und Rezitator
- Iwersen, Sönke (* 1971), deutscher Journalist
- Iwey, Costik (* 1983), deutscher Sänger und Texter

### Iwi
- Iwicki, Zygmunt (1930–2024), polnischer und Schweizer Kunsthistoriker
- Iwinskaja, Olga Wsewolodowna (1912–1995), russische Schriftstellerin und Künstlermuse, Geliebte und Inspiration von Boris Pasternak
- Iwiński, Tadeusz (* 1944), polnischer Politiker, Mitglied des Sejm, MdEP

### Iwl
- Iwlew, Sergei Nikolajewitsch (* 1983), russischer Badmintonspieler
- Iwlewa, Wiktorija Markowna (* 1956), russische Fotografin, Journalistin und Aktivistin
- Iwlijew, Konstantin Alexejewitsch (* 2000), russischer Shorttracker

### Iwo
- Iwobi, Alex (* 1996), nigerianischer Fußballspieler
- Iwobi, Toni (* 1955), italienischer Politiker
- Iwoleit, Michael K. (* 1962), deutscher Science-Fiction-Autor und Herausgeber
- Iwoninskaja, Natalja (* 1985), kasachische Hürdenläuferin
- Iwotschkina, Nina Michailowna (* 1941), sowjetische bzw. russische Mathematikerin und Hochschullehrerin

### Iws
- Iwschina, Irina Borissowna (* 1950), sowjetisch-russische Bakteriologin und Hochschullehrerin

### Iwt
- Iwtschenko, Oleksandr (1903–1968), sowjetischer Flugmotorenkonstrukteur
- Iwtschenko, Wiktor (1912–1972), sowjetischer Filmregisseur

### Iwu
- Iwu, Ugochukwu (* 1999), nigerianisch-armenischer Fußballspieler
- Iwuji, Chukwudi (* 1975), nigerianisch-britischer SchauspielerChukwudi Iwuji (* 1975)

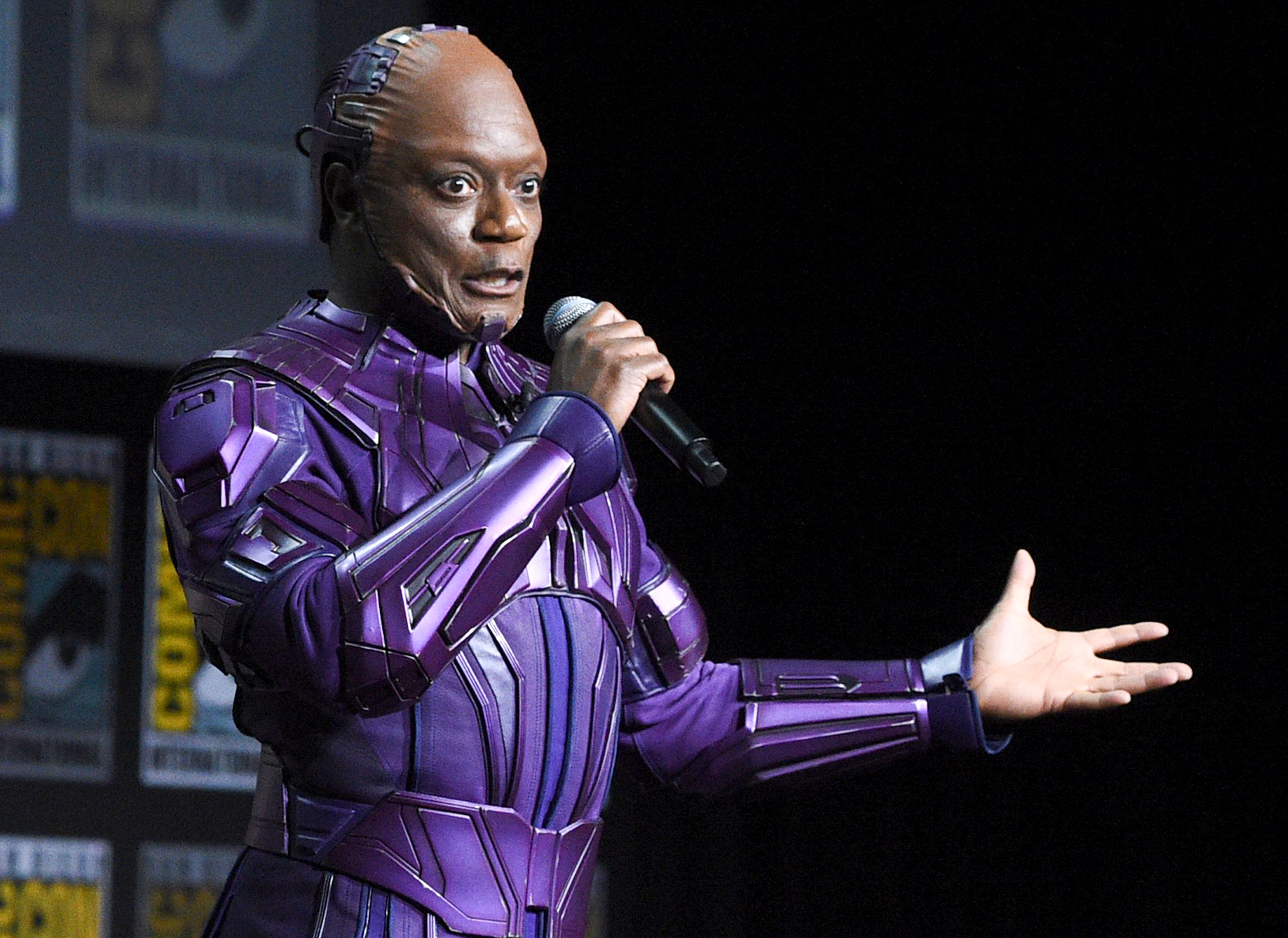
Chukwudi Iwuji (* 1975)